# Khaled Bentounès
Pour les articles homonymes, voir Bentounès.
Le cheikh Khaled Bentounes, né en 1949 à Mostaganem en Algérie, est depuis 1975 le guide spirituel de la confrérie soufie Alawiyya, maillon d'une chaîne spirituelle ininterrompue remontant, de maître à maître, jusqu'au prophète Mahomet. Elle compte plusieurs milliers d'affiliés dans le monde.

## Biographie
Khaled Bentounes naît en 1949 à Mostaganem en Algérie.
En 1968, il part étudier le droit et l'histoire à Paris, et y installe une entreprise d'import-export. Son père, le cheikh Hadj al-Mahdi Bentounes, guide spirituel de la confrérie soufie Alawiyya, décède brutalement le 24 avril 1975. Khaled Bentounes retourne en Algérie pour l'inhumation. Le conseil des sages le désigne alors pour prendre la succession du défunt. Après plusieurs refus, il accepte finalement cette responsabilité et devient le 4e maître spirituel de la confrérie soufie Alawiyya.[réf. souhaitée]
En 1986, le cheikh Bentounes participe aux rencontres d’Assise (Italie) à l’appel du pape Jean-Paul II, qu'il rencontre. En 1990, il fonde les Scouts musulmans de France, l'association est reconnue par le ministère de la Jeunesse et des Sports comme association nationale d'éducation populaire et fait partie de la fédération du scoutisme français depuis 1994. En 1999, il crée l'association Terre d'Europe, trait d'union entre l'islam et le monde occidental afin de favoriser un dialogue de paix et de réconciliation. Puis la même année sur invitation du dalaï lama, il rejoint la rencontre inter-traditions en Savoie. En janvier 2000, le cheikh Bentounes est l'initiateur du colloque international pour un islam de paix qui se déroule à l'Unesco. En 2001, il fonde l'association AISA (Association internationale soufie Alawiyya) à Drancy dont il est le président d'honneur. En 2003, le cheikh Bentounes est l'un des fondateurs du Conseil français du culte musulman. En 2012, l'association AISA est reconnue comme organisation non gouvernementale internationale (ONGI) par l'ONU et acquiert le statut consultatif spécial auprès de l'ECOSOC (Conseil économique et social de l'ONU). L'association AISA ONGI a pour vocation principale d'œuvrer à l'émergence d'une société du mieux vivre ensemble, en s'appuyant sur un héritage spirituel et humaniste. Elle œuvre dans le domaine de la paix, de la dignité humaine, du rapprochement entre les peuples et de la fraternité mondiale. En octobre 2014, l'association AISA ONG a organisé à Oran (Algérie) le Congrès international féminin pour une culture de Paix "Parole aux femmes". Ce congrès, une première mondiale[Selon qui ?], a eu pour objectif d'amorcer une réflexion, sur l'importance des femmes et du féminin pour l'humanité.[réf. souhaitée]
Le cheikh Bentounes est président fondateur de plusieurs autres associations basées en Europe et au Maghreb (l'association Thérapie de l'âme, l'association Le centre méditerranéen du développement durable, l'association Cheikh Al-Alawi pour la renaissance du patrimoine soufi et l'Association pour l'éducation et la culture soufie.) Mediaf.org note que « son engagement l'a amené à entreprendre aussi des actions pour le développement durable notamment en réintroduisant depuis 2000 la culture de l'arganier en Algérie, disparue depuis des dizaines d'années ».
C'est à partir d'Oran le 30 octobre 2014 qu'a été lancée par l'Association internationale soufie Alawiyya (AISA), organisation non gouvernementale internationale (ONGI), la campagne de mobilisation mondiale pour que l'ONU décrète la journée mondiale du "Vivre ensemble". Dans ce cadre une pétition à l'intention de l'ONU a été ouverte par le cheikh Bentounes "pour démontrer aux autorités politiques notre désir de paix". Il a appelé toutes les bonnes volontés sans distinction de races, de cultures ou de religions à signer cette pétition en soulignant que "plus nous serons nombreux à choisir de mieux vivre ensemble, plus notre engagement changera le monde",[réf. souhaitée].

## Activités
Écrivain, pédagogue, conférencier et acteur du dialogue interreligieux, le cheikh Bentounes parcourt le monde depuis de nombreuses années, principalement l'Europe, l'Afrique et le Moyen-Orient où il transmet l'enseignement traditionnel du soufisme (Tasawwuf en arabe). Il se fait le témoin d'une culture de paix et de fraternité soucieuse d'unir les efforts des uns des autres afin de dégager un dénominateur commun nourri par des valeurs universelles partagées. Homme de médiation et d'action, il s'est engagé très tôt dans des actions culturelles et sociales, principalement en France et en Algérie. Il est le fondateur des Scouts musulmans de France dont il est aujourd'hui le président d'honneur,. Il organise notamment avec eux l'initiative non partisane de la Flamme de l'Espoir Citoyen pour encourager les jeunes Français à voter durant l'élection présidentielle française de 2012 sans instruction de vote particulière.

## Décorations
- Ahid de l'ordre du Mérite national d'Algérie.

## Publications

### Auteur et co-auteur
- Soufisme et écologie, en collaboration avec Philippe Roch, Jouvence, 2019.
- 365 sagesses soufies : pour mieux vivre ensemble, en collaboration avec Catherine Touaibi, Jouvence, 2018.
- Islam et Occident : plaidoyer pour le vivre-ensemble, en collaboration avec Bruno Solt, Jouvence, 2018.
- La fraternité en héritage : histoire d'une confrérie soufie en collaboration avec Bruno Solt, Albin Michel, 2009.
- Soufisme, l'héritage commun : centenaire de la voie soufie Alâwiyya (1909-2009), Zaki Bouzid Éditions, 2009.
- Thérapie de l'âme, Koutoubia, 2009. Albin Michel, 2011.
- Le Coran, Jésus et le judaïsme, avec Gérard Israêl et Alain Houziaux, Desclée de Brouwer, 2004.
- Vivre l'islam, le Relié, 2003, Albin Michel, 2006.
- L'homme intérieur à la lumière du Coran', en collaboration avec Bruno et Romana Solt, Albin Michel, 1998, Pocket, 2006.
- Pour un islam de paix, Broché, 2002
- Le chœur des prophètes : Jésus âme de Dieu, Albin Michel, 1999
- Le soufisme cœur de l'islam, en collaboration avec Bruno et Romana Solt, préface du père Christian Delorme, La Table ronde, 1996, Pocket, 1999. Albin Michel, 2014.

### Participation
- Faire la paix avec la terre, collectif, Jouvence, 2017.
- Lettres à Dieu, collectif, Calmann-Lévy, 2004.
- Quête du sens, collectif, Albin Michel, 2000, réédité en 2004. Avec la participation de Roland Rech, Lama Puntso, Swâmi Saraswati, Jean-Paul Guetny, Stan Rougier, Richard Moss, Marie de Hennezel, Christiane Singer.

### Préfaces et avant-propos
- Ahmad al-Alawi, Les très saintes inspirations, ou, L'éveil de la conscience, Albouraq, 2015.
- Eric Geoffroy, Un éblouissement sans fin : La poésie dans le soufisme, Seuil, 2014.
- Issam Toualbi, Introduction historique au droit musulman : de la révélation coranique à la formalisation juridique, Albouraq, 2013.
- Ahmed Bouyerdene, Abd El-Kader par ses contemporains : fragments d'un portrait, Ibis Press, 2008.
- Adda Bentounes, Le Choeur des Prophètes, Albin Michel, 1999.